# منتخب الأردن لكرة السلة تحت 19 سنة للرجال
منتخب الأردن لكرة السلة للرجال تحت 18 سنة وتحت 19 سنة هو منتخب كرة سلة وطني في الأردن، يديره الاتحاد الأردني لكرة السلة. يمثل البلاد في مسابقات كرة السلة الدولية للرجال تحت 18 سنة وتحت 19 سنة.

## مشاركات كأس آسيا تحت 18 سنة في كرة السلة
| السنة | النتيجة |
| ----- | ------- |
| 1995  | الثالث  |
| 1996  | التاسع  |
| 2008  | العاشر  |
| 2014  | العاشر  |
| 2024  | الرابع  |

## مشاركات كأس العالم تحت 19 سنة في كرة السلة
| السنة | النتيجة    |
| ----- | ---------- |
| 1995  | السادس عشر |
| 2025  | مؤهَل       |

## روابط خارجية
- سجلات مؤرشفة لمشاركات منتخب الأردن